# Lidtjärnen, Västmanland
Lidtjärnen är en sjö i Nora kommun i Västmanland och ingår i Norrströms huvudavrinningsområde.